# Heliconius trimacula
Heliconius trimacula är en fjärilsart som beskrevs av Heinrich Neustetter 1931. Heliconius trimacula ingår i släktet Heliconius och familjen praktfjärilar. Inga underarter finns listade i Catalogue of Life.